# Wißner-Verlag
Der Wißner-Verlag ist ein Regionalverlag mit den Schwerpunkten Augsburg, Schwaben, Musikwissenschaft, Musikpädagogik, Geodäsie und Kanada mit Sitz in Augsburg.

## Geschichte
Der Verlag wurde 1987 von  Bernd Wißner gegründet. Anfangs war der Betrieb Dienstleister für größere Verlage wie Langenscheidt, Schöningh und Schneider (Tutzing). 
Da  in Augsburg ein Mangel an Regionalia-Verlagen war, hat der Wißner-Verlag seine Aktivitäten auf Regionaltitel konzentriert.  Seitdem erschienen etwa 300 Bücher über Augsburg und Bayerisch-Schwaben, unter anderem Stadtführer, Bildbände und Belletristik regionaler Autoren. Weitere Themen sind die Regionalgeschichte, Persönlichkeiten der Stadt, Kunst und Architektur. In diesem Bereich werden nicht nur Print-Produkte publiziert. Das Augsburger Stadtlexikon ist auch online verfügbar. 
Außerdem werden  Schriftenreihen, beispielsweise der Schwäbischen Forschungsgemeinschaft und weiterer Verbände, herausgegeben. Zur  Förderung von Nachwuchsschriftstellern wird jedes Jahr eine Anthologie herausgegeben, in der die besten Beiträge des Literaturwettbewerbs des Bezirks Schwaben erscheinen. 
In Kooperation mit dem Schulreferat der Stadt Augsburg wird ebenfalls jährlich ein Schreibwettbewerb veranstaltet, an dem die 40.000 Augsburger Schüler teilnehmen können. So erscheint jedes Jahr ein Band mit den von einer Jury ausgewählten Texten. 
Für musikwissenschaftliche Bücher und Reihen gab es bis 2024 eine eigene Redaktion. Unter den Namen Wißner Musikbuch wurden die Reihen Forum Musikpädagogik (Augsburger Schriften, Berliner Schriften, Hallesche Schriften, Regensburger Schriften, Lehrbuch, Musikpädagogische Forschungsberichte), Musikpädagogik im Fokus, Musikunterricht: Materialien – Methoden – Modelle, Michaelsteiner Konferenzberichte, Celibidachiana: Werke und Schriften, Dokumente und Zeugnisse, Collectanea Musicologica, Beiträge zur Leopold-Mozart-Forschung, Musiktheater. Beiträge zur Didaktik und Methodik, sowie Neues Musikwissenschaftliches Jahrbuch produziert. Wißner Musikbuch wurde Anfang 2025 vom wiener  Hollitzer Verlag übernommen, der die bestehenden Reihen weiterführt. 
Der Verlag gibt außerdem mehrere Zeitschriften heraus, unter anderem das Dreigroschenheft, eine Zeitschrift über Bertolt Brecht, die Zeitschrift für Kanada-Studien, die Zeitschrift des Historischen Vereins für Schwaben und die zfv – Zeitschrift für Geodäsie, Geoinformation und Landmanagement.